# Nicolo Pasetti
Nicolo Pasetti (nacido Nicolò Bernardino Pasetti Bombardella) es un actor estadounidense-italiano. Es mejor conocido por su trabajo como Christian Hellmann en The Guernsey Literary and Potato Peel Pie Society y como el alguacil adjunto Martin en el programa de televisión de spaghetti-western That Dirty Black Bag.

## Biografía
Pasetti aspiraba a convertirse en actor desde una edad temprana. En una entrevista, explicó que aunque sus padres querían que considerara diferentes carreras, Pasetti insistió en seguir actuando sin compromiso.
En 2017, Nicolo Pasetti firmó para protagonizar el drama histórico The Guernsey Literary and Potato Peel Pie Society, dirigido por Mike Newell como el soldado alemán Christian Hellmann, junto a estrellas de Hollywood como Lily James y Michiel Huisman.
En 2019, Pasetti fue elegido como el protagonista masculino Josh en The Taste Of Prey, un thriller de misterio independiente dirigido por Guido Tölke que se desarrolla en la década de 1980 en un pequeño pueblo desconocido, que alberga un oscuro secreto que se remonta a un vieja leyenda de la Guerra de los Treinta Años. También interpretó a uno de los protagonistas y al principal sospechoso de la policía en un episodio de la serie policíaca alemana WaPo y participó en la serie de Netflix Gambito de dama, dirigida por Scott Frank.
Los años 2020 a 2021 vieron a Pasetti protagonizar múltiples películas y series de televisión. La película biográfica del director Lucio Pellegrini sobre la leyenda de la música italiana Renato Carosone fue la primera aparición de Pasetti en la televisión italiana, interpretando al famoso cantante y guitarrista Peter Van Wood. En 2021, Pasetti participó en la película de terror de Drácula, Last Voyage of the Demeter, con Corey Hawkins, Liam Cunningham y David Dastmalchian como protagonistas, producida por la productora de Steven Spielberg, Amblin Entertainment, en el nuevo Spaghetti-western de Bron Studio titulado That Dirty Black Bage, en la que Pasetti interpreta a un ayudante del sheriff astuto llamado Martin junto a Douglas Booth y Dominic Cooper, en Industry, la serie dramática de televisión británica-estadounidense producida por HBO, interpreta al exitoso empresario y director ejecutivo de una prestigiosa marca de moda de Milán, Rocco Carbone, y como el mejor amigo de John F. Kennedy, Lem Billings, en la producción televisiva de Arte Kennedy's Love for Europe. También interpretó al mundialmente famoso tenista Gottfried von Cramm en la película de Netflix El Dorado, estrenada a finales de 2022.

## Filmografía

### Películas
| Año  | Título                                            | Papel              | Notas        |
| ---- | ------------------------------------------------- | ------------------ | ------------ |
| 2015 | Solness                                           | Till               |              |
| 2016 | Rico, Oskar und der Diebstahlstein                | Adam               |              |
| 2017 | Surfaces                                          | Stephen Newman     | Cortometraje |
| 2017 | Mangia, amore mio!                                | Benito             | Cortometraje |
| 2018 | Eye for an Eye                                    | Mo                 |              |
| 2018 | The Guernsey Literary and Potato Peel Pie Society | Christian Hellmann |              |
| 2018 | Mutti                                             | Jack               | Cortometraje |
| 2019 | Misfit                                            | Jake Williams      |              |
| 2019 | Ruides                                            | Mathus             | Trailer      |
| 2019 | Aren't You Happy                                  | The Brother        |              |
| 2022 | The Bunker Game                                   | Kurt               |              |
| 2022 | Filip                                             | Karl               |              |
| 2023 | The Last Voyage of the Demeter                    | Diputado Hirsch    |              |
| 2023 | The Taste of Prey                                 | Josh               |              |
| 2023 | Body Odyssey                                      | Mr. Lars           |              |

### Televisión
| Año       | Título                                      | Papel               | Notas                     |
| --------- | ------------------------------------------- | ------------------- | ------------------------- |
| 2015      | In Gefahr                                   | Varios              | Varios episodios          |
| 2015      | Geschichten Mitteldeutschlands              | Corporal            | Temporada 3               |
| 2016-2017 | Schicksale - und plötzlich ist alles anders | Varios              | Varios episodios          |
| 2017      | Dreams of a New World                       | Fiorello LaGuardia  | Protagonista              |
| 2019      | Rivalen und Rebellen                        | Philipp Burger      | Protagonista              |
| 2020      | Gambito de dama                             | Reportero B. Cooper | Miniserie                 |
| 2020      | WaPo Bodensee                               | Marcel Brunner      | Episodio: "Echte Freunde" |
| 2021      | Tatort                                      | Max Möller          | Episodio: "Hetzjagd"      |
| 2021      | Carosello Carosone                          | Peter Van Wood      |                           |
| 2022      | Kennedy's Love For Europe                   | Lem Billings        |                           |
| 2022      | That Dirty Black Bag                        | Martin              | Temporada 1               |
| 2022      | Industry                                    | Rocco Carbone       | Temporada 2               |
| 2022      | Lidia Poet                                  | Louis               | Temporada 1               |